# Znanstvno združenje Gottfrieda Wilhelma Leibniza
Znanstveno združenje Gottfrieda Wilhelma Leibniza (nemško Wissenschaftsgemeinschaft Gottfried Wilhelm Leibniz ali Leibniz-Gemeinschaft) je zveza nemških neuniverzitetnih raziskovalnih inštitutov, ki delujejo na raznih študijskih področjih.
Leta 2011 je Leibnizovo združenje združevalo 87 neuniverzitetnih raziskovalnih inštitutov. Njihova delovna področja se raztezajo od naravoslovja in tehnologije, ekologije, ekonomije, družboslovja in humanistike. Inštituti praviloma delujejo interdisciplinarno in povezujejo bazično in aplikativno znanost. Sodelujejo z univerzami, gospodarstvom ter drugimi partnerji v različnih delih sveta. Inštituti skupno zaposlujejo 16.800 ljudi, vsota njihovih proračunov pa znaša 1,4 milijarde evrov.
Sedež zveze je v Berlinu. Imenovana je po nemškem filozofu in matematiku Gottfriedu Wilhelmu Leibnizu (1646−1716). Inštituti zveze se financirajo iz javnih sredstev, polovico prispeva zvezna vlada, polovico nemške zvezne države.